# Simon Chandler
Pour les articles homonymes, voir Chandler.
Simon Chandler est un acteur britannique de cinéma, théâtre ou télévision, né en 1953.
Il a souvent interprété des rôles de personnages des classes supérieures, au Parlement ou dans la fonction publique.

## Filmographie partielle
- 1977 : Un pont trop loin : le soldat Simmonds
- 1978 :  Le Seigneur des anneaux : Meriadoc Brandebouc (voix)
- 1981 : If You Go Down in the Woods Today (en) : le lieutenant
- 1982 : Victor Victoria : Chorus Boy
- 1984 : Le Bounty : David Nelson
- 1996 : Une vie normale : M. Bugler
- 1997 : L'Homme qui en savait trop... peu : Hawkins
- 1997 : Incognito : Iain Hill
- 1997 : Spice World, le film : le parent d'accueil
- 1998 : The Commissioner : Peter Simpson
- 1999 : Milk : le docteur
- 2002 : La balsa de piedra (es) : le Premier ministre
- 2004 : Vera Drake : M. Wells
- 2005 : Mangal Pandey: The Rising : Lockwood
- 2005 : Stoned : le père de Mary
- 2006 : Le Parfum, histoire d'un meurtrier : le maire de Grasse
- 2006 : Pénélope : le docteur
- 2010 : Le Discours d'un roi : Lord Dawson
- 2011 : The Iron Lady : le directeur de cabinet ministériel
- 2012 : Fast Girls : GB Worlds Official
- 2014 : Mr. Turner : Sir Augustus Wall Callcott
- 2014 : The Theory of Everything : John Taylor
- 2016 : The Crown : Clement Attlee